# ノースプロダクション
株式会社ノースプロダクションは、日本の芸能プロダクション。株式会社イースト・グループ・ホールディングスの子会社である旧株式会社イースト・プロダクションと旧株式会社スリーシーズンの事業統合（2011年4月）により、社名を現在のものに変更。本社所在地は、東京都港区北青山2丁目。
2017年には、同じくイースト傘下で同年3月で業務を停止したオーケープロダクションより一部のタレントを受け入れている。

## 所属タレント

### アナウンサー
- 宮本隆治（旧株式会社イースト・プロダクション所属・元NHKアナウンサー）
- 榎本麗美（オーケープロダクションより移籍、元西日本放送アナウンサー）
- 奥村奈津美（オーケープロダクションより移籍）
- 櫻田彩子（オーケープロダクションより移籍）
- トーマスサリー（元静岡第一テレビ、テレビ神奈川アナウンサー）

### 俳優・タレント・モデル
- 内田侑希（元ウェザーニュースキャスター）
- 中村雅俊（2021年1月1日より所属）
- 佐藤康恵（2016年12月11日より所属）
- GOW
- 松田悟志（2021年10月1日より所属）
- 岩田陽菜（2024年8月より所属）（元・STU48）

### ジャーナリスト
- 堀潤（元NHKアナウンサー)
- 二宮清純（スポーツジャーナリスト）
- 細川珠生（政治ジャーナリスト）

### 弁護士
- 野村修也（中央大学法科大学院教授、*特例弁護士）
- 菊間千乃（元フジテレビアナウンサー）

### 料理プロデューサー
- 狐野扶実子

### その他
- 松平賢二（元卓球選手）
- 木下真理子（書家）
- 青栁貴史（四代目青栁派製硯師）
- 河合薫（健康社会学者、気象予報士）
- みたらし加奈（臨床心理士、公認心理師）
- 逢香（妖怪書家、書家）

## 過去の所属者
- 槙原寛己
- 薬丸裕英
- 眞鍋かをり
- 福澤朗
- 住吉美紀
- 宮川俊二
- 亀井京子
- 早乙女わかば
- 久野知美

## 関連会社
- 株式会社イースト・グループ・ホールディングス
  - 株式会社E&W
  - 株式会社イースト・ファクトリー
  - 株式会社イースト・コミュニケーションズ
- 株式会社オーケープロダクション